# سامی بواجیله
سامی بواجیله (فرانسوی: Sami Bouajila‎؛ زادهٔ ۱۲ مهٔ ۱۹۶۶) یک هنرپیشه فرانسوی تونسی‌تبار است.
وی برنده جایزه بهترین بازیگر مرد جشنواره فیلم کن در سال ۲۰۰۶ شده است.
از فیلم‌ها یا برنامه‌های تلویزیونی که وی در آن نقش داشته است می‌توان به رود لندن، محاصره، لانه، روزهای افتخار، دروغ زیبا، پاتایا اشاره کرد.